# Комаричский район
Кома́ричский райо́н — административно-территориальная единица (район) и муниципальное образование (муниципальный район) в Брянской области России.
Административный центр — посёлок городского типа Комаричи.

## География
Расположен на юго-востоке области. Граничит с: Брасовским районом (на севере), Дмитровским районом Орловской области (на востоке), Дмитриевским районом Курской области (на юго-востоке), Севским районом (на юге), Суземским районом (на западе). Северная граница района проходит, в основном, по реке Неруссе.
Площадь района — 1020,17 км².
Комаричский район, как и вся Брянская область, находится в часовой зоне МСК (московское время). Смещение применяемого времени относительно UTC составляет +3:00.
Район находится в зоне умеренно континентального климата (по классификации Кёппена — Dfb). Зима умеренно прохладная, лето неустойчивое.

## История
Комаричский район был образован 14 января 1929 года на базе бывшей Комаричской волости Севского уезда. В 1929—1937 годах входил в состав Западной области РСФСР. С 1 октября 1929 года по 30 июля 1930 года дополнительно входил в подчинение Брянского округа Западной области. В 1937—1944 годах район входил в состав Орловской области. В 1937 году на территории Комаричского района проживало 66 тысяч человек, действовали 25 сельсоветов и 72 колхоза.
Во время Великой Отечественной войны, в начале октября 1941 года, район был оккупирован немецко-фашистскими войсками. С ноября 1941 года по август 1943 года был частью территории Локотского самоуправления. С марта по сентябрь 1943 года на территории района шли ожесточённые бои. 1 сентября 1943 года был полностью освобождён от немецко-фашистских захватчиков.
5 июля 1944 года Указом Президиума Верховного Совета СССР была образована Брянская область, в состав которой, наряду с другими, был включен и Комаричский район. В период реформ 1963—1965 годов район был временно упразднён, а его территория относилась к Брасовскому району.

## Население
| 2002    | 2009    | 2010    | 2011    | 2012    | 2013    | 2014    | 2015    | 2016    |
| ------- | ------- | ------- | ------- | ------- | ------- | ------- | ------- | ------- |
| 20 065  | ↘18 588 | ↘18 064 | ↘18 002 | ↘17 773 | ↘17 546 | ↘17 336 | ↘17 275 | ↘17 191 |
| 2017    | 2018    | 2019    | 2020    | 2021    |         |         |         |         |
| ↘16 995 | ↘16 747 | ↘16 432 | ↘16 253 | ↘15 659 |         |         |         |         |

### Урбанизация
В городских условиях (пгт Комаричи) проживают 46,78 % населения района.

### Национальный состав
По итогам переписи населения 2020 года проживали следующие национальности (национальности менее 0,1 % и другое, см. в сноске к строке «Другие»):
| Национальность | Численность, чел. | Доля     |
| -------------- | ----------------- | -------- |
| Русские        | 14 866            | 94,94 %  |
| Армяне         | 133               | 0,85 %   |
| Украинцы       | 120               | 0,77 %   |
| Молдаване      | 57                | 0,36 %   |
| Азербайджанцы  | 40                | 0,26 %   |
| Таджики        | 32                | 0,20 %   |
| Грузины        | 30                | 0,19 %   |
| Даргинцы       | 26                | 0,17 %   |
| Белорусы       | 20                | 0,13 %   |
| Татары         | 18                | 0,11 %   |
| Другие         | 317               | 2,02 %   |
| Итого          | 15 659            | 100,00 % |

## Административно-муниципальное устройство
Комаричский район в рамках административно-территориального устройства области, включает 8 административно-территориальных единиц, в том числе 1 поселковый административный округ и 7 сельских административных округов.
Комаричский муниципальный район в рамках муниципального устройства, включает 8 муниципальных образований нижнего уровня, в том числе 1 городское поселение и 7 сельских поселений:
| № | Муниципальное образование       | Административный центр | Количество населённых пунктов | Население (чел.) | Площадь (км²) |
| - | ------------------------------- | ---------------------- | ----------------------------- | ---------------- | ------------- |
| 1 | Комаричское городское поселение | пгт Комаричи           | 1                             | ↘7325            | 11,67         |
| 2 | Аркинское сельское поселение    | село Аркино            | 8                             | ↘603             | 69,80         |
| 3 | Быховское сельское поселение    | село Быхово            | 9                             | ↘747             | 145,45        |
| 4 | Игрицкое сельское поселение     | село Бобрик            | 12                            | ↗1328            | 270,00        |
| 5 | Литижское сельское поселение    | село Литиж             | 30                            | ↗1263            | 219,35        |
| 6 | Лопандинское сельское поселение | посёлок Лопандино      | 17                            | ↘2377            | 114,50        |
| 7 | Марьинское сельское поселение   | посёлок Марьинка       | 3                             | ↗1077            | 30,65         |
| 8 | Усожское сельское поселение     | село Усожа             | 13                            | ↗939             | 158,75        |

## Населённые пункты
В Комаричском районе 93 населённых пункта.
| №  | Населённый пункт | Тип          | Население | Муниципальное образование       |
| -- | ---------------- | ------------ | --------- | ------------------------------- |
| 1  | Алешок           | деревня      | ↘40       | Игрицкое сельское поселение     |
| 2  | Апажа            | деревня      | ↘226      | Быховское сельское поселение    |
| 3  | Аркино           | село         | ↘472      | Аркинское сельское поселение    |
| 4  | Аркино           | станция      | ↗15       | Аркинское сельское поселение    |
| 5  | Асовица          | село         | ↘341      | Игрицкое сельское поселение     |
| 6  | Бабинец          | деревня      | →6        | Лопандинское сельское поселение |
| 7  | Березовец        | село         | ↘18       | Усожское сельское поселение     |
| 8  | Благовест        | посёлок      | →0        | Лопандинское сельское поселение |
| 9  | Бобрик           | село         | ↘168      | Игрицкое сельское поселение     |
| 10 | Бочарово         | село         | →96       | Марьинское сельское поселение   |
| 11 | Бугры            | посёлок      | ↘54       | Аркинское сельское поселение    |
| 12 | Быхово           | село         | ↘196      | Быховское сельское поселение    |
| 13 | Василёк          | посёлок      | ↘53       | Усожское сельское поселение     |
| 14 | Владимировка     | посёлок      | ↘342      | Литижское сельское поселение    |
| 15 | Война            | село         | ↘150      | Игрицкое сельское поселение     |
| 16 | Глядино          | село         | ↘13       | Литижское сельское поселение    |
| 17 | Горки            | деревня      | ↘4        | Игрицкое сельское поселение     |
| 18 | Громыши          | посёлок      | →1        | Литижское сельское поселение    |
| 19 | Дедоводье        | посёлок      | ↘34       | Литижское сельское поселение    |
| 20 | Дерюгина         | деревня      | ↘161      | Литижское сельское поселение    |
| 21 | Добричек         | деревня      | ↘15       | Усожское сельское поселение     |
| 22 | Добровольская    | деревня      | ↘274      | Аркинское сельское поселение    |
| 23 | Дружный          | посёлок      | ↘2        | Лопандинское сельское поселение |
| 24 | Евдокимовка      | село         | ↘266      | Литижское сельское поселение    |
| 25 | Живой Ключ       | посёлок      | →1        | Игрицкое сельское поселение     |
| 26 | Зарево           | посёлок      | ↘7        | Лопандинское сельское поселение |
| 27 | Заречная         | деревня      | ↘190      | Быховское сельское поселение    |
| 28 | Заречье          | посёлок      | →0        | Литижское сельское поселение    |
| 29 | Захарово         | деревня      | ↘27       | Лопандинское сельское поселение |
| 30 | Зиновкино        | деревня      | ↘24       | Быховское сельское поселение    |
| 31 | Знаменка         | посёлок      | →0        | Усожское сельское поселение     |
| 32 | Ивановский       | посёлок      | ↘38       | Аркинское сельское поселение    |
| 33 | Игрицкое         | село         | ↘400      | Игрицкое сельское поселение     |
| 34 | Избичня          | село         | ↘191      | Усожское сельское поселение     |
| 35 | Казарма          | ж.д. казарма | →0        | Литижское сельское поселение    |
| 36 | Каменец          | посёлок      | ↘0        | Литижское сельское поселение    |
| 37 | Козинка          | село         | →0        | Усожское сельское поселение     |
| 38 | Козлово          | деревня      | ↘9        | Быховское сельское поселение    |
| 39 | Кокино           | деревня      | ↘444      | Лопандинское сельское поселение |
| 40 | Комаричи         | посёлок      | ↘7325     | Комаричское городское поселение |
| 41 | Красный Путь     | посёлок      | →0        | Быховское сельское поселение    |
| 42 | Кубань           | деревня      | ↘12       | Литижское сельское поселение    |
| 43 | Кузнецовка       | посёлок      | ↗33       | Литижское сельское поселение    |
| 44 | Лагеревка        | деревня      | ↘244      | Игрицкое сельское поселение     |
| 45 | Лесничество      | посёлок      | →0        | Лопандинское сельское поселение |
| 46 | Липовец          | посёлок      | →0        | Литижское сельское поселение    |
| 47 | Литиж            | село         | ↘290      | Литижское сельское поселение    |
| 48 | Лопандино        | посёлок      | ↘1561     | Лопандинское сельское поселение |
| 49 | Лубошево         | село         | ↗22       | Аркинское сельское поселение    |
| 50 | Лугань           | посёлок      | ↘7        | Лопандинское сельское поселение |
| 51 | Лукинка          | село         | ↗13       | Усожское сельское поселение     |
| 52 | Ляхова Поляна    | посёлок      | →0        | Литижское сельское поселение    |
| 53 | Майский          | посёлок      | ↘7        | Лопандинское сельское поселение |
| 54 | Малые Прудки     | деревня      | →0        | Усожское сельское поселение     |
| 55 | Мальцевский      | посёлок      | →0        | Литижское сельское поселение    |
| 56 | Марьинка         | посёлок      | ↘788      | Марьинское сельское поселение   |
| 57 | Мостечня         | деревня      | ↘8        | Игрицкое сельское поселение     |
| 58 | Надельный        | посёлок      | →0        | Литижское сельское поселение    |
| 59 | Новолозовой      | посёлок      | →0        | Литижское сельское поселение    |
| 60 | Новолубошево     | посёлок      | →10       | Аркинское сельское поселение    |
| 61 | Новомихайловский | посёлок      | ↘54       | Литижское сельское поселение    |
| 62 | Ольгино          | деревня      | ↘65       | Игрицкое сельское поселение     |
| 63 | Пальцо           | посёлок      | ↘9        | Игрицкое сельское поселение     |
| 64 | Пигарево         | деревня      | ↘274      | Марьинское сельское поселение   |
| 65 | Подывановский    | посёлок      | →3        | Аркинское сельское поселение    |
| 66 | Починок-Алешок   | деревня      | ↘5        | Литижское сельское поселение    |
| 67 | Причиж           | деревня      | ↘15       | Литижское сельское поселение    |
| 68 | Прогресс         | посёлок      | →0        | Литижское сельское поселение    |
| 69 | Прудище          | посёлок      | →0        | Литижское сельское поселение    |
| 70 | Прудки           | село         | →0        | Литижское сельское поселение    |
| 71 | Радогощь         | село         | ↘425      | Лопандинское сельское поселение |
| 72 | Рекорд           | посёлок      | →7        | Литижское сельское поселение    |
| 73 | Робское          | деревня      | ↘37       | Лопандинское сельское поселение |
| 74 | Северная Поляна  | посёлок      | →0        | Усожское сельское поселение     |
| 75 | Семич            | посёлок      | →0        | Литижское сельское поселение    |
| 76 | Слободка         | деревня      | ↘5        | Лопандинское сельское поселение |
| 77 | Соколовский      | посёлок      | ↘3        | Литижское сельское поселение    |
| 78 | Солнце           | посёлок      | ↘28       | Лопандинское сельское поселение |
| 79 | Соловьевский     | посёлок      | ↘58       | Быховское сельское поселение    |
| 80 | Троицкий         | посёлок      | →9        | Лопандинское сельское поселение |
| 81 | Тростенчик       | посёлок      | ↘278      | Усожское сельское поселение     |
| 82 | Тростная         | деревня      | ↘47       | Игрицкое сельское поселение     |
| 83 | Туличево         | деревня      | ↘27       | Лопандинское сельское поселение |
| 84 | Угревище         | село         | ↘167      | Усожское сельское поселение     |
| 85 | Усожа            | ж.д. разъезд | →0        | Литижское сельское поселение    |
| 86 | Усожа            | село         | ↘351      | Усожское сельское поселение     |
| 87 | Фроловский       | посёлок      | ↘13       | Быховское сельское поселение    |
| 88 | Хлебтово         | село         | ↘164      | Литижское сельское поселение    |
| 89 | Чернево          | деревня      | ↘151      | Лопандинское сельское поселение |
| 90 | Шагаровский      | посёлок      | →0        | Литижское сельское поселение    |
| 91 | Шарово           | село         | ↘216      | Быховское сельское поселение    |
| 92 | Широкая Лужа     | посёлок      | →1        | Литижское сельское поселение    |
| 93 | Юпитер           | посёлок      | →7        | Усожское сельское поселение     |

Упразднённые населённые пункты:
- 2000 год — посёлок Верхние Лески, Зелёная Роща, Новоборисовский Кокинского сельсовета; Воскресеновский, Радищевский Лубошевского сельсовета; Новостецковка Евдокимовского сельсовета; Заречье, Комаровский Глядинского сельсовета; Победа, ж/д станция Евдокимовка Хлебтовского сельсовета; Соколовский Бобриковского сельсовета; Спутник Усожского сельсовета[28]; поселок Зайцев Евдокимовского сельсовета, поселок Широкая Роща Литижского сельсовета и поселок Студимль Хлебтовского сельсовета[29]

## Средства массовой информации
- Газета «Верный путь»